# Люксембуржці
Люксембу́ржці (люксемб. Lëtzebuerger — летцебургер) — народ, корінне населення Великого герцогства Люксембург. Загальна чисельність близько 430 тис. осіб, з яких у Люксембургу мешкає 300 тис. осіб. Розмовляють люксембурзькою мовою, серед люксембуржців широко поширені також французька і німецька мови. За віросповіданням — католики.

## Походження
Люксембурзький етнос має мішане кельто-романо-германське походження. Територія сучасного Люксембургу наприкінці I тисячоліття до н. е. була заселена кельтськими племенами. Кельтське (можливо кельто-германське) плем'я треверів було піддане романізації у період римського панування у Галлії, а пізніше, до початку 5 століття, було поступово асимільоване германцями — ріпуарськими франками, що розселилися по лівобережжю Рейну, на територіях Рейнської області.

## Мова
Єдиною рідною мовою і мовою повсякденного спілкування люксембуржців є люксембурзька мова, що за своїм історичним походженням є діалектом німецької мови франко-мозельської групи. Люксембуржці також добре володіють французькою і німецькою мовами, які починають вивчати у молодших класах школи. У старших класах французька стає мовою викладання.

## Частка люксембуржців у населенні Люксембургу
Через велику кількість іммігрантів, що прибули до Люксембургу в 2-й половині 20 століття та на початку 21 століття, люксембуржці становлять лише 54 % населення власної країни.
Перепис 2001 року показав, що 7 % люксембуржок перебували у шлюбі з чоловіками іншої національності, 11 % чоловіків-люксембуржців — з нелюксембуржками.
Велика частка іноземців у населенні Люксембургу починає розглядатись як загроза люксембурзькій мові.

## Люксембуржці за кордоном
Внаслідок трьох поділів Люксембургу оточуючими країнами, визначилися сучасні кордони країни і її сучасна територія становить лише 25 % середньовічного Люксембургу. З цієї причини люксембуржці живуть не тільки у Люксембургу, а й у прикордонних з ним територіях Німеччини, Франції й Бельгії.